# Krosno (województwo podlaskie)
Krosno (dawn. Krosny) – wieś w Polsce położona w województwie podlaskim, w powiecie białostockim, w gminie Tykocin.
W latach 1975–1998 miejscowość administracyjnie należała do województwa białostockiego.
W miejscowości znajduje się rzymskokatolicka parafia Matki Bożej Miłosierdzia. 